# Sremčica
Sremčica (cyr. Сремчица) – miejscowość w Serbii, w mieście Belgrad, w  gminie miejskiej Čukarica. W 2006 roku liczyła 19 tys. mieszkańców.